# 健身球

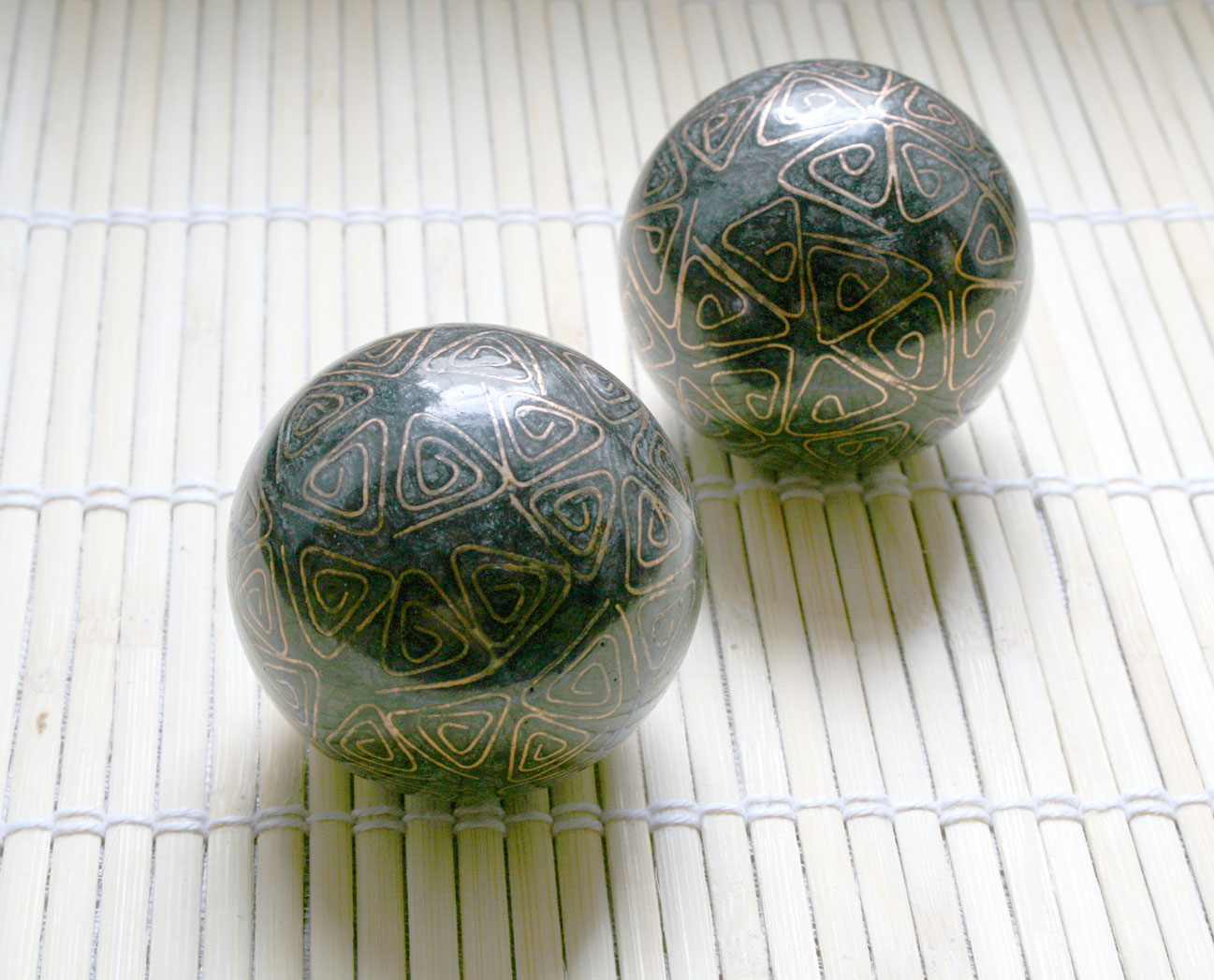
健身球

健身球（けんしんきゅう、中国語: 保定健身球; 拼音: Bǎodìng Jiànshēn Qiú）は、金属製の小さな球体の健康器具。鉄球、保健球、鉄胆、鋼球、保定鉄球、瞑想球 、実心球などともよばれる。手のひらで2つまたはそれ以上の球を回転させて使用し、指先の器用さの向上、手のリラックス、手術後の筋力と運動能力の回復などに用いられる。西洋のストレスボールと似た用途で使用される。

## 歴史
最初の健身球は明の時代の河北省保定市で作成されたとされ、もともとは鉄でできていたため「鉄球」とよばれていた。現在でも保定市では健身球の生産の代表地である。 

## 構成

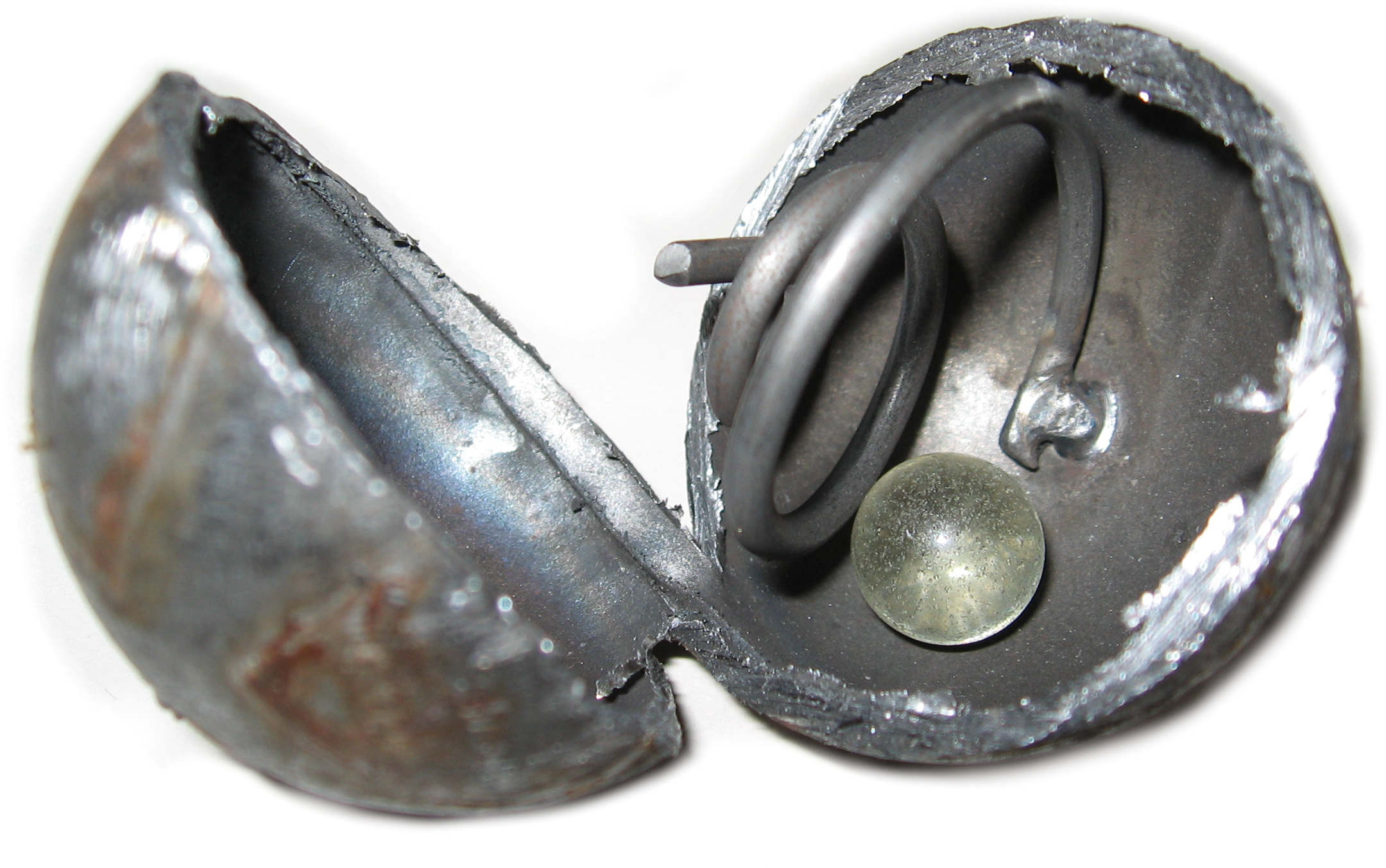
健身球の中身: ワイヤーと大理石

金属加工の技術の発展にともない、「鉄球」の人気は高まった。工法の多様化も進んだ。健身球の多くは二つ一組の中空の球体により構成され、球体の内側には金属製や石製の小さな球とそれが外側の球体に触れることで音が鳴るベルが入っている。現代の健身球の多くは七宝焼と真鍮の線で装飾されているが、落としたり球同士が擦れたりすることで簡単に欠けるので、あくまで装飾に過ぎない。ほかにも、ヒスイ・メノウ・大理石などの様々な石が材料として用いられる。 
一般的な健身球は軽量であるため、治療用途での使用に適しているとされる。鉄 、鋼、炭化タングステンで作られた重い健身球は回転させるのに力を必要とするため、筋力トレーニングにも用いられる。

## 使用方法

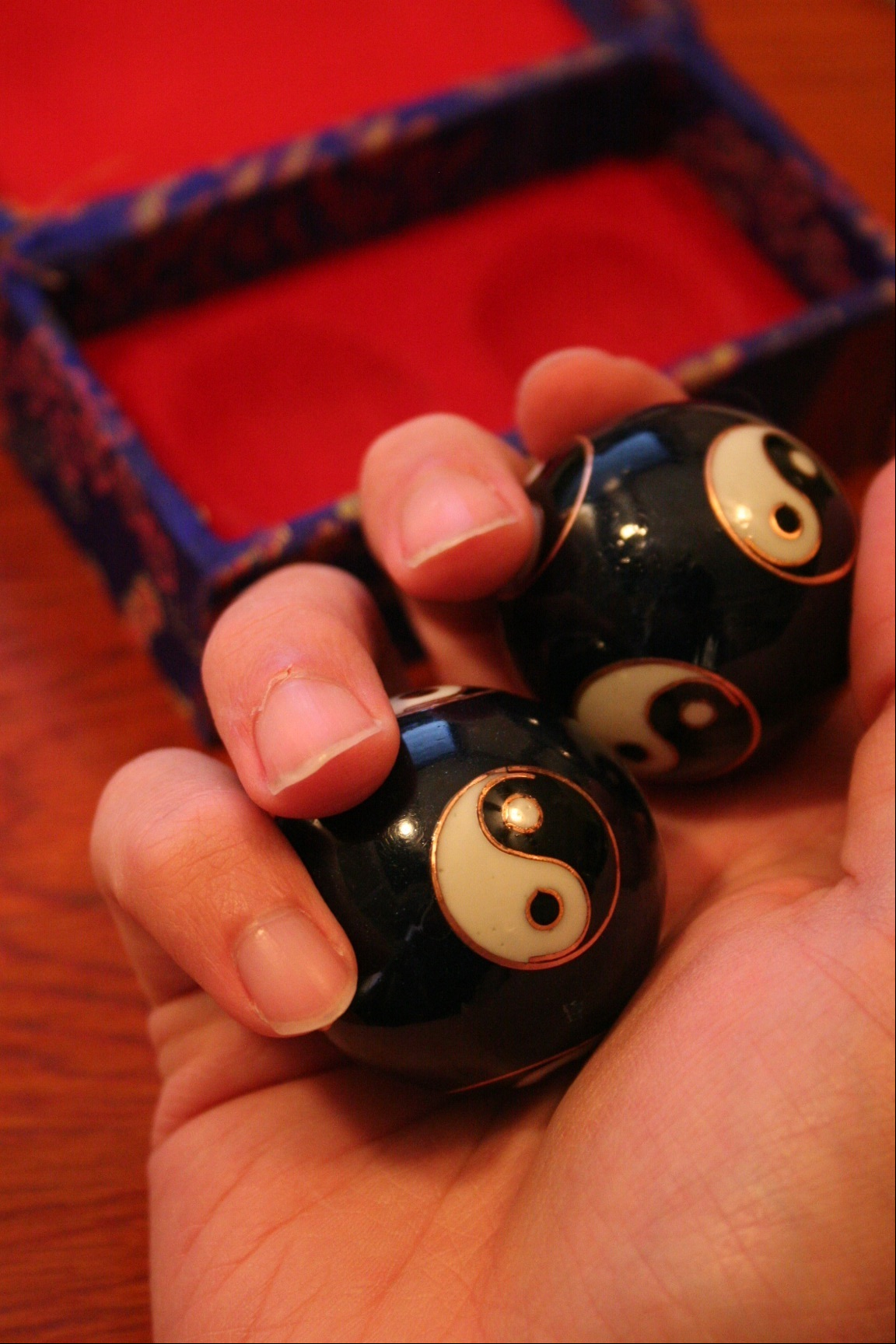
使用中の健身球

基本的な使用方法は、球同士を接触させたまま片手の手のひらの上で場所を入れ替えるように回すというものである。 
慣れてくると、球同士が離れるまで回転速度を徐々に上げることができ、最終的には球同士を接触させずに回転させることができるようになる。3つ以上の球を用いて、2つの時と同じように球同士を接触させないよう回転させる技術もあるが、通常は人差し指が仕切りとして用いられる。 

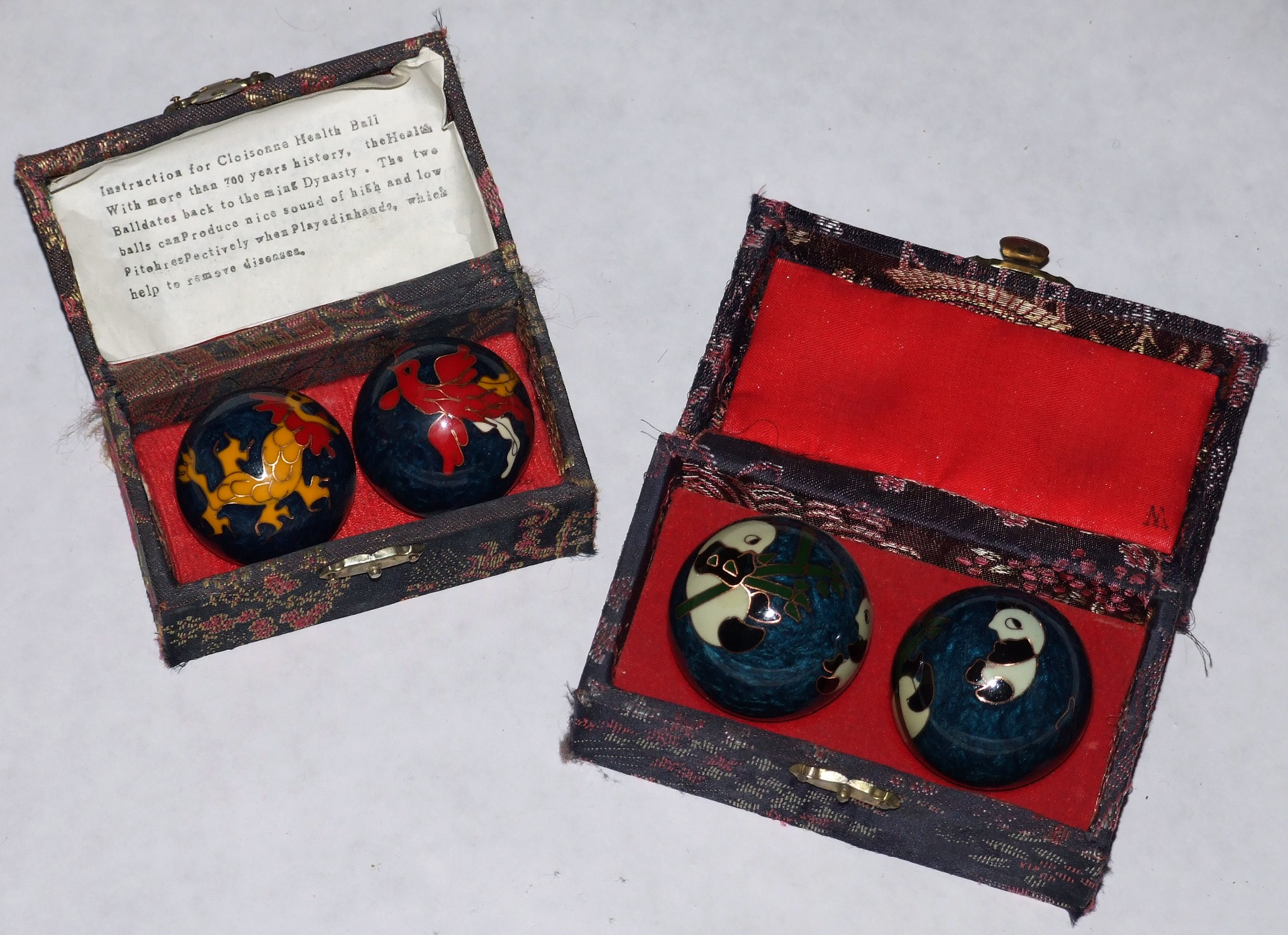

一般的な健身球の大きさは38-42mm (1.5-1.75in) で、順に中大: 45-47mm (1.75-1.85in) 、大: 50-52mm (約2in) 、特大: 55mm (約2.2in) 、超特大: 60-63mm (2.36-2.6in) などの様々なサイズがある。逆に小さなサイズで25-37mm (1-1.46in) のものもある。大きなものでは70-100mm (2.8-3.9in) のものも存在する。球が大きくなるほど、球同士を接触させずに回転させるには技術が必要となる。 
手のひらの上で回転させる場所を変えたり、球が当たる面積や球の回転の軌道を変えることで、特定の指や関節に負荷をかけることもできる。

## 健康上の利点
科学的な裏付けはないが、健身球を手のつぼを押す代替医療として利用すると、手の筋肉を鍛え、脳機能を改善し、ストレスを軽減すると考えられている。また、老化防止、睡眠改善にも効果があるとされる。